# La freccia nera (miniserie televisiva 1968)
La freccia nera è una miniserie televisiva prodotta dalla Rai nel 1968.
Lo sceneggiato, liberamente tratto dall'omonimo romanzo storico di Robert Louis Stevenson, fu diretto da Anton Giulio Majano e trasmesso in sette puntate la domenica sera sul Programma Nazionale, dal 22 dicembre 1968 al 2 febbraio 1969.
È stato uno degli sceneggiati di maggior successo della televisione italiana, definito « madre di tutti i teleromanzi »: l'amore tra i due protagonisti, e la lotta fra bene e male nell'Inghilterra del Quattrocento, hanno infatti appassionato generazioni di spettatori.

## La lavorazione
Nella cronologia dei teleromanzi e sceneggiati Rai, La freccia nera arriva alla fine di un anno che aveva proposto  Le mie prigioni, il kolossal Odissea, il Cristoforo Colombo di Cottafavi e Sherlock Holmes: la TV di Stato tornava a un romanzo di Stevenson dopo aver già prodotto, da suoi titoli, Il club dei suicidi, L'isola del tesoro, Avventure di mare e di costa, e contemporaneamente alla realizzazione di Jekyll, che andrà in onda appena terminate le puntate della Freccia nera. Quanto al regista, Majano aveva già al suo attivo 14 teleromanzi.
Lo sceneggiato fu girato tra luglio e settembre 1968, nello studio 3 della Rai di Milano, e per gli esterni in Emilia e Piemonte, precisamente il parco di Monte Moria nel piacentino, il parco del Castello ducale di Agliè in provincia di Torino, e il ricetto di Candelo, allora in provincia di Vercelli. Qualche castello che si vede nelle sigle iniziale e finale, e in scene di raccordo, fu filmato in Scozia. Compresa la fase preparatoria, la lavorazione nel complesso durò sette mesi.
Notevole lo sforzo produttivo: un nutrito cast, con attori di fama anche in piccoli ruoli, centinaia di comparse  e costumi, decine di ambienti – non solo interni – ricostruiti negli storici studi milanesi di corso Sempione. Molto accurati i costumi di Titus Vossberg, anche se gli spettatori non poterono apprezzarne gli sgargianti colori, dato che lo sceneggiato fu girato in bianco e nero, com'era praticamente tutta la televisione del tempo.
Particolare cura venne messa nelle scene di combattimento, con decine di cascatori istruiti da Enzo Musumeci Greco, maestro d'armi che supervisionò ai numerosi duelli di spada, ai corpo a corpo sugli spalti e alle tante cadute da cavallo.
Un'altra caratteristica della Freccia nera è che ha molti esterni rispetto alla media degli sceneggiati realizzati fino a quel momento. E nell'annunciare il teleromanzo, la stampa sottolineava che le riprese erano state realizzate con l'allora innovativa electronic-cam,  telecamere con pellicola per ottenere una definizione di tipo cinematografico. Tra gli operatori di ripresa in esterna c'era un giovane Dante Spinotti, poi divenuto direttore della fotografia di fama internazionale.

## Trama

### Prima puntata
Inghilterra, XV secolo: sono gli anni della guerra delle due rose per la successione al trono.
Dick Shelton, rimasto orfano giovanissimo del padre Harry Shelton, è profondamente devoto al proprio tutore Sir Daniel Brackley, cavaliere di Tunstall, dal quale è stato allevato come un figlio.
Dick, con Bennet Hatch, giunge dove vive l'anziano guerriero Nick Appleyard per informarlo che deve assumere il comando delle truppe del castello. Il vecchio viene però trafitto mortalmente da una misteriosa freccia nera. Nessuno fra i presenti riesce a spiegare il significato di questa morte e, soprattutto, che cosa rappresenti la freccia nera.
Più tardi, sul portale della chiesa viene rinvenuta una macabra filastrocca, in cui vengono minacciati Sir Daniel Brackley, Sir Olivier, il parroco di Tunstall, e Bennet Hatch. I versi recitano:
Nel verde cuore della foresta

gente libera fabbrica frecce,

frecce nere per chi veste i colori

tinti nel sangue di tante vittime

di Daniel Brackley e dei ciechi suoi schiavi.

Ma quattro frecce hanno su scritto un nome,

quattro nomi di quattro furfanti,

quattro vendette per mille ingiustizie:

Nick Appleyard, la tua ha già colpito.

Tre ne restano, e non falliranno.

Bennet Hatch, tu hai ucciso saccheggiato e distrutto.

Sir Olivier, tu ricorda Harry Shelton.

Daniel Brackley, tu sei il più infame di tutti

e giustizia presto sarà fatta.
Dick si reca allora ad avvisare dell'accaduto sir Daniel. Nella foresta incontra un ragazzo che si presenta come John Matcham, in fuga per sfuggire a sir Daniel che lo perseguita. In realtà, si tratta della nobile Joan Sedley, rapita da sir Daniel per farla sposare a Dick, senza che i due neppure si conoscano.
Poiché il falso John gli ispira simpatia, Dick decide di aiutarlo nella fuga. Sfuggiti per miracolo ad un agguato di banditi, i due giovani riprendono il cammino nel folto del bosco, ma si imbattono nell'accampamento delle Frecce Nere. Con l'intento di spiarli per trovare una via d'uscita assistono al ritorno al campo del loro capo, Ellis Duckworth, che raccontando delle frecce che hanno causato scompiglio, rivelerà che Harry Shelton (il padre di Dick) venne ucciso da Sir Daniel Brackley e che verrà per questo vendicato.

### Seconda puntata
Sempre rimanendo nascosti nella boscaglia, John (Joan) e Dick continuano ad ascoltare le conversazioni delle Frecce Nere cominciando a conoscerne i vari appartenenti. Dick sente con orrore che sir Daniel sarebbe colpevole dell'assassinio di suo padre, Harry Shelton.
Con l'oscurità i due si nascondono nelle rovine di una casa data alle fiamme e Dick invita l'amico John Matcham, spaventato, a dormire, con la promessa che veglierà su di lui. Joan, in un gesto di affetto, gli chiederà di stringerle la mano.
Vengono poi catturati dalle Frecce Nere e Dick si palesa per il figlio di Shelton, ma poi sono lasciati liberi; incontrano sir Daniel travestito da lebbroso che fa ritorno al suo castello e lo seguono. Lì si svolge una drammatica scena fra sir Daniel, Bennet Hatch e sir Olivier, in quanto Dick pretende di sapere la verità sulla morte di suo padre. Le spiegazioni e i falsi giuramenti dei tre non convincono Dick, perciò sir Daniel è costretto alla decisione di far assassinare Dick, per impedire che egli si schieri con le Frecce Nere.

### Terza puntata
Bennet Hatch ha aiutato Dick a fuggire dal castello, ma senza Joan, che è svenuta. I sicari di Sir Daniel lo inseguono, ma ne torna uno solo, ferito: l'altro è stato crivellato da una raffica di frecce nere.
Nel frattempo Dick, ferito, vaga per la foresta e viene catturato dalle Frecce Nere. Qualcuno (come Will il ladro) lo vorrebbe uccidere, ma gli altri decidono di portarlo al loro capo, Ellis Duckworth. Lì Dick viene curato e, dopo un colloquio con Ellis (nel quale il capo delle Frecce Nere gli confida che Sir Daniel e Sir Olivier gli avevano massacrato la famiglia e incendiato la casa), decide di unirsi ai banditi. Il suo cuore è gonfio di odio nei confronti di Sir Daniel, convinto ormai che egli è l'assassino di suo padre, e nemmeno il colloquio con frate Valerius, che lo esorta a non covare la vendetta, sortisce alcun effetto.
Nel frattempo le sorti della guerra che oppone gli York ai Lancaster mutano e sir Daniel, informato di quale delle due famiglie sia in quel momento la vincente, cambia per l'ennesima volta bandiera. Gli servono soldi per arruolare soldati e decide di vendere il matrimonio con Joan: le cercherà un ricco marito e, se lei si opporrà, la farà chiudere in un convento. Sir Olivier, inorridito dal cinismo dell'amico, gli fa notare che Joan è innamorata di Dick, ma sir Daniel decide di studiare qualcosa per screditare il suo ex pupillo agli occhi della fanciulla.

### Quarta puntata
Sir Daniel fa credere a Joan che il suo fidanzato Dick Shelton abbia già avuto un figlio con la sua cameriera, Kitty, ma Joan si promette di credere a sir Daniel solo se Dick glielo confesserà di persona. Intanto il crudele tutore ha già organizzato il matrimonio della ragazza, così decide di portare Joan in una casa di campagna a poche miglia da Shoreby, per farle conoscere il futuro marito lord Thomas Shoreby, il facoltoso conte sovrano della cittadina.
Nel frattempo Dick, venuto tramite Ellis a conoscenza dei piani del suo ex tutore, decide di prendere un gruppo di uomini e cercare di liberare Joan che, nonostante le minacce di sir Daniel, si rifiuta di amare lord Shoreby. Così durante la notte, di nascosto, i due innamorati si incontrano chiarendo tra loro che il figlio di Dick era solo un imbroglio di sir Daniel per screditare il suo ex pupillo agli occhi della fanciulla. Purtroppo la loro conversazione viene interrotta da uno scontro che si sta svolgendo nel giardino della casa, tra gli uomini della Freccia Nera e i soldati di York. Durante lo scontro Dick ferisce il capo avversario, che in realtà si rivela lord Foxham, il vero tutore di Joan e signore di Holywood, venuto in quel posto con gli stessi intenti di Dick. Intanto sir Daniel e lord Shoreby, venuti a sapere dell'accaduto, rapiscono Joan e la portano con loro a Shoreby, mentre Dick, le Frecce Nere e lord Foxham si danno appuntamento per trovare il modo di liberarla.

### Quinta puntata
Dick, le Frecce Nere e lord Foxham fanno sosta ad una vecchia capanna dove riprendersi e trascorrere la notte. Intanto due delle Frecce Nere si dirigono a Shoreby per raccogliere notizie sull'imminente matrimonio. Dick racconta la sua storia a Lord Foxham, il quale gli affida un messaggio, contenente informazioni sul nemico, da consegnare al più presto al duca di Gloucester, capo della casa di York. Ma Dick è più preoccupato per le sorti della sua fidanzata, così, insieme al suo amico Will soprannominato "Senzalegge", si traveste da frate per intrufolarsi a palazzo Shoreby. Facendo sosta alla taverna rincontrano il loro compagno Green, il quale li informa che sir Daniel è a Shoreby e che il matrimonio si terrà a giorni. Dick allarmato raggiunge subito Chapper nelle cucine del palazzo e quello gli rivela la posizione della camera di Joan, ora amica della nipote di lord Risingham, Alicia. Dick cerca di raggiungerla, ma viene scoperto da Alicia che, nonostante la diffidenza iniziale, dopo aver scoperto la sua vera identità lo fa incontrare segretamente con la sua innamorata. Sfortunatamente per Dick anche Will è nel castello e, ubriaco, attira l'attenzione di un soldato, subito dopo ucciso dall'amico Chapper. Dick costringe Will a fuggire, poiché, dopo l'inaspettato omicidio, la sorveglianza viene raddoppiata e il castello perquisito da cima a fondo. Intanto sir Daniel, sospettoso che qualcuna delle Frecce Nere si sia intrufolata nel palazzo, propone di anticipare il matrimonio di un giorno così da impedire per sempre che Joan sposi l'uomo che veramente ama.

### Sesta puntata
Dick si batte in un duello con un nobile del palazzo riuscendo ad ucciderlo. Poco dopo incontra sir Olivier che, preso dal rimorso, si rifiuta di celebrare il matrimonio e conduce Dick nella chiesa. Qui lo raggiunge anche l'amico Will, il quale gli promette che Ellis Duckworth interverrà impedendo il matrimonio. Ma per Dick la situazione è ormai drammatica, dato che tutte le uscite del palazzo sono state bloccate. Arriva il mattino, tutto è pronto per il matrimonio, ma il capo delle Frecce Nere si intrufola nel bel mezzo della celebrazione calandosi da una finestra, uccide lo sposo con una freccia e tenta di fare lo stesso con sir Daniel, che tuttavia riesce a mettersi al riparo. Approfittando del panico che si sta diffondendo nella chiesa, Dick e Senzalegge tentano di rapire Joan, ma vengono fermati dalle guardie. A dispetto di sir Daniel che li vorrebbe condannati immediatamente, vengono affidati a lord Risingham, amministratore della giustizia a Shoreby. Entrambi vengono rimessi in libertà, ma ad un patto: devono portare a lord Risingham il messaggio in cui vi è la prova che sir Daniel sta di nuovo per passare alla bandiera avversaria. Dick, sulla via di ritorno da lord Risingham, viene però trattenuto da uno scontro tra il duca di Gloucester e cinque uomini che lo avevano assalito. Dick si batte valorosamente accanto al duca, il quale crudele ma generoso nel ricompensare, affida a Dick una posizione di comando nell'imminente battaglia di Shoreby, che deciderà le sorti dell'Inghilterra.

### Settima puntata ed epilogo
(Sir Daniel Brackley (Arnoldo Foà), poco prima di essere ucciso)
I soldati di York, guidati dal duca di Gloucester e da lord Foxham, attaccano il castello di Shoreby e lo conquistano, sconfiggendo definitivamente i Lancaster dopo la caduta del loro più valoroso capo, lord Risingham. Dick, che aveva preso parte allo scontro, si reca all’interno del castello in cerca di Joan, ma lord Foxham lo informa che Sir Daniel ha rapito sia lei sia Alicia per usarle come armi di ricatto. Così, nominato cavaliere, chiede al duca, in debito verso di lui per avergli salvato la vita nello scontro del giorno precedente e per il suo enorme contributo alla vittoria del giorno stesso, alcuni soldati per inseguire sir Daniel, oltre alla grazia per Bennet Hatch, fatto prigioniero. Si mette quindi sulle tracce di sir Daniel, che tiene in ostaggio Joan e Alicia, e riesce a liberarle grazie ad Ellis Duckworth, che approfitta per fare definitivamente giustizia per i crimini commessi da Sir Daniel, uccidendolo con una freccia nera come si era prefissato. Ora sir Richard Shelton e la sua lady possono sposarsi, dopodiché decidono di lasciarsi alle spalle la nobile Casa di York per seguire le persone grazie alle quali sono riusciti a coronare la loro storia d'amore: le Frecce Nere.

## Colonna sonora
Le musiche dello sceneggiato sono state composte da Riz Ortolani.
La canzone La freccia nera, cantata da Leonardo e coro, è stata scritta da Sandro Tuminelli, che ha anche interpretato la parte di uno dei ribelli. Questo il testo:
Sibila il vento, la notte si appresta 

e la cupa foresta 

minacciosa si fa;

passa, ma trema se senti un fruscio, 

forse è un segno d'addio 

che la vita ti dà;

lascia la spada

se il cuor non ti regge, 

perché questa è la strada 

che da noi fuorilegge

ti porterà.

La freccia nera

fischiando si scaglia, 

è la sporca canaglia 

che il saluto ti dà; 

vieni, fratello, è questa la gente 

che val meno di niente, 

perché niente

non ha. 

Ma se il destino 

rovescia il suo gioco, 

nascerà nel mattino

una freccia di fuoco 

la libertà!

## Il successo
La freccia nera ebbe un successo di pubblico epocale: indice di gradimento 80 (quasi come Canzonissima, ossia la trasmissione allora più seguita dell'anno), battendo per esempio La cittadella, e una media di oltre 16 milioni di spettatori a puntata.
Loretta Goggi, non ancora diciottenne durante la lavorazione, e Aldo Reggiani, di appena 22 anni, conquistarono subito la simpatia dei telespettatori, diventando famosissimi e amatissimi; anche i ribelli piacquero molto, e “giocare alla Freccia nera” entrò nella quotidianità di tanti ragazzini, da Nord a Sud, come giocare alla guerra o a “indiani e cow-boy”.

## La critica
Certi giornali invece non furono dello stesso parere del pubblico: il Corriere della sera, per esempio, a più riprese sottolineò quelli che riteneva i difetti dello sceneggiato, attaccando sia la scelta della RAI di produrlo, considerata «la nuova prova del declino di un gusto», sia la decisione di «imporre» al pubblico serale della domenica un romanzo di fatto per ragazzi; Gastone Geron poi, parla di una trasmissione che «si può seguire senza bisogno di filtri culturali», e che «va veduta e giudicata sotto il punto di vista della funzione satisfattoria di certi impulsi magari un po' infantili» attribuendole «limiti ben definiti e soprattutto una netta superficialità di realizzazione, [...] un teleromanzone un po' puerile» con «un'interpretazione generica, da Aldo Reggiani a Loretta Goggi, perfino ad Arnoldo Foà (una eccezione il Duca di Gloucester di Merli?). »
Trent'anni dopo, nella sua garzantina della televisione, Aldo Grasso espresse una valutazione diversa da quei colleghi del suo stesso giornale, giudicando «efficacemente disegnati i cattivi del romanzo»; secondo lui inoltre, al successo di popolo «ha notevolmente contribuito la sigla di Sandro Tuminelli, la cui epica cadenza è rimasta impressa nella memoria di una generazione di giovani telespettatori, affascinati dalle romanzesche vicende di donne, cavallier, arme e amori. »
Accomodante anche Ugo Buzzolan: « E' stata una produzione onesta. [...] Ci si è trovati dinanzi ad un racconto d'avventure: ad un semplice e comune racconto di avventure [...] la rappresentazione del contrasto, tradizionale nei romanzi del genere, tra il buono e il malvagio, tra il ricco e il povero, tra il vizio fosco e la virtù liliale. Contro questi limiti la fatica di Anton Giulio Majano, [...] ha dato frutti non spregevoli. C'erano delle ingenuità, delle lungaggini, ma nell'insieme la favola si è snodata secondo i moduli convenzionali e graditi alla massa: una massa, giova notarlo, che. comprendeva, oltre agli adulti, frotte di ragazzi. »

## Le repliche
Dato il successo, lo sceneggiato fu poi replicato più volte, anche da altre emittenti: nel gennaio-febbraio 1977 in prima serata sul Secondo programma, nel marzo 1983 da Telemontecarlo, l'anno dopo su Raitre alle 17 e di nuovo nel settembre di quell'anno su Raidue, sempre al pomeriggio e con frequenza quotidiana, ma dividendo ciascuna puntata in due parti di circa mezz'ora così che la trasmissione avvenne in quattordici giorni; nel 1985 andò in onda su Tele Capodistria; nel 2006 anche su Sat2000.
Rai Trade ed Elleu Multimedia hanno poi commercializzato La freccia nera prima in VHS quindi in DVD (2001).
Ora lo sceneggiato è disponibile su Raiplay.

## Galleria d'immagini
Questi sono i costumi di scena de La freccia nera, esposti al Ricetto di Candelo (BI), sede nel 1968 di alcune riprese dello sceneggiato televisivo.

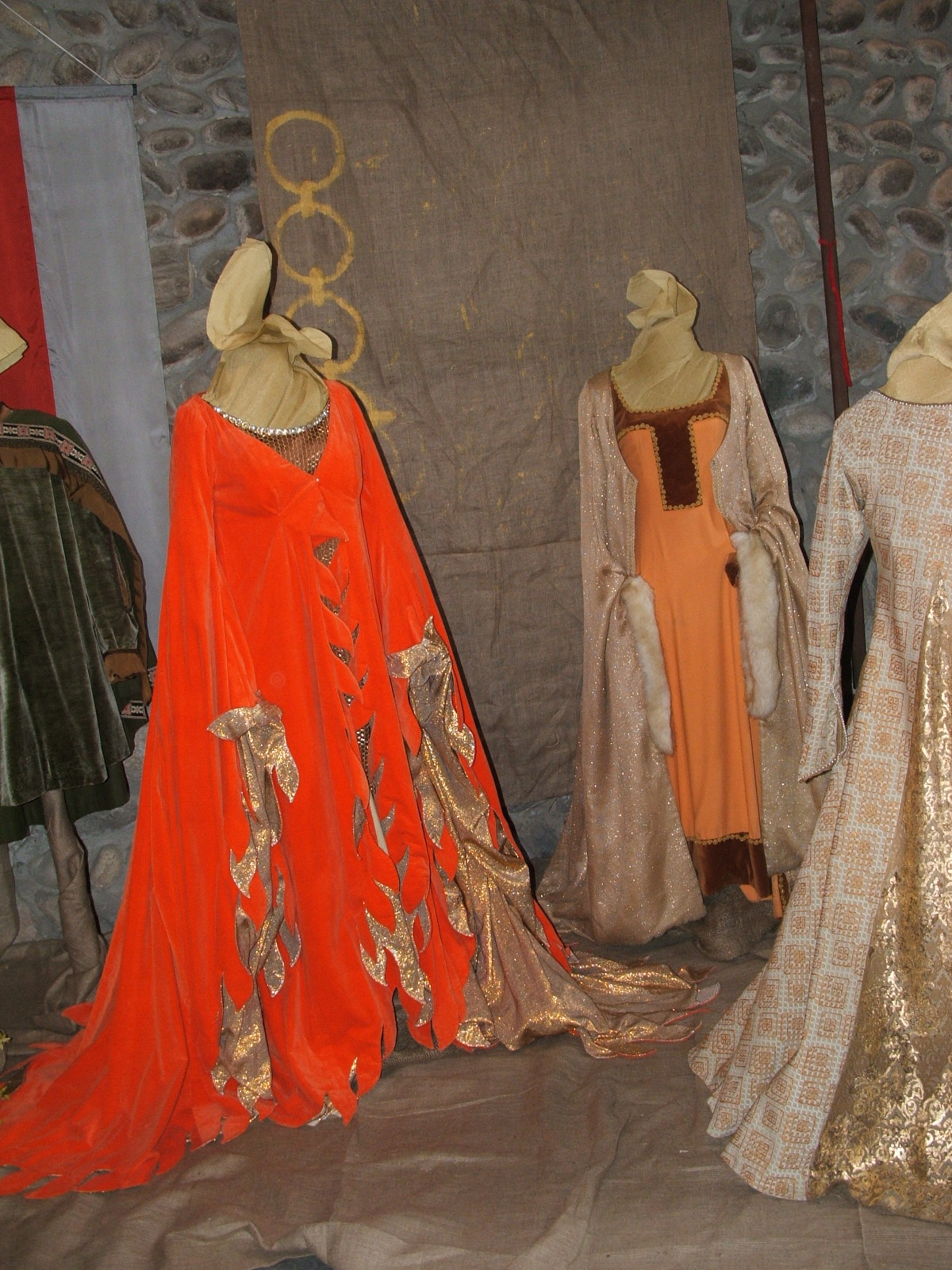
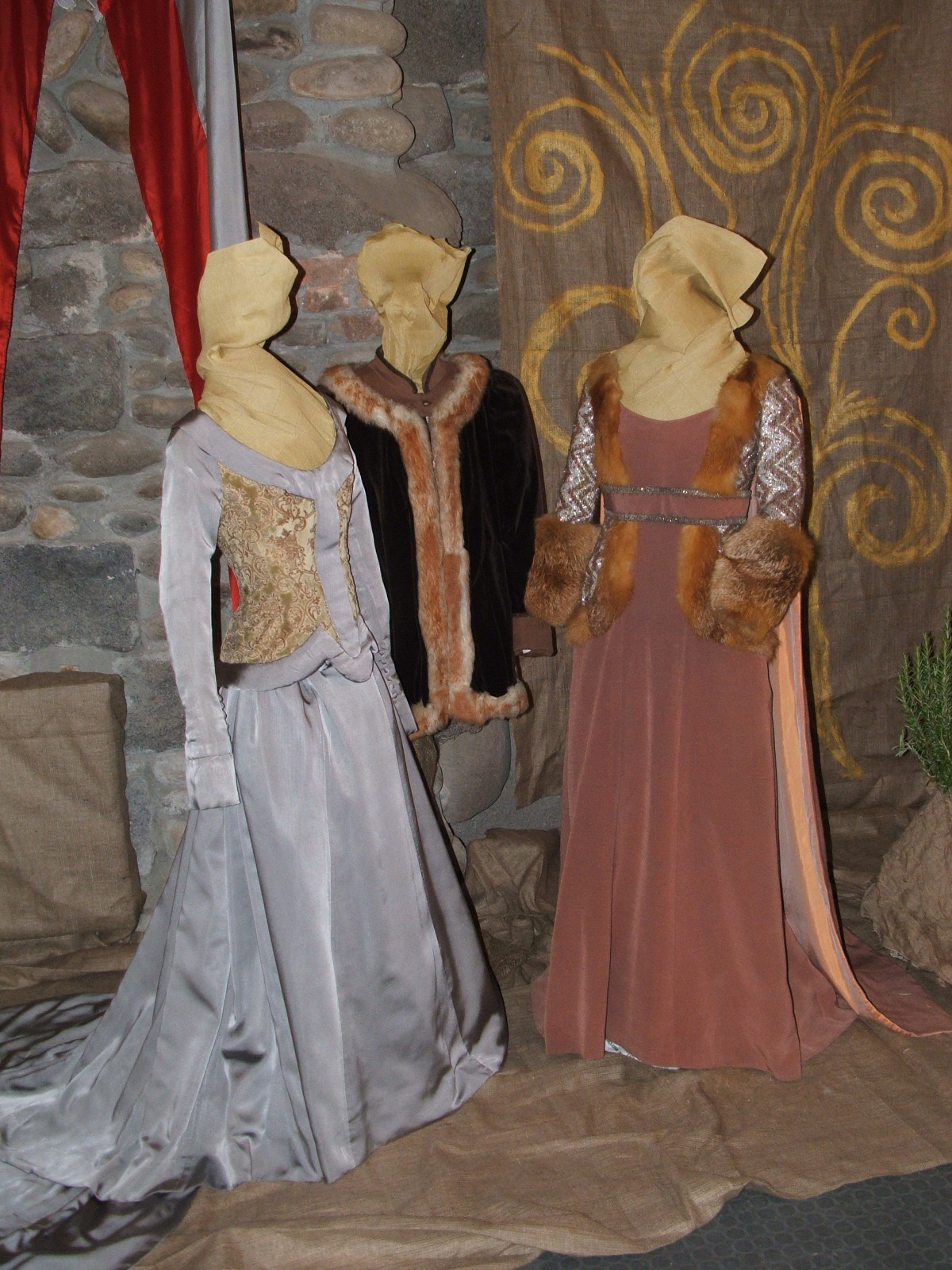
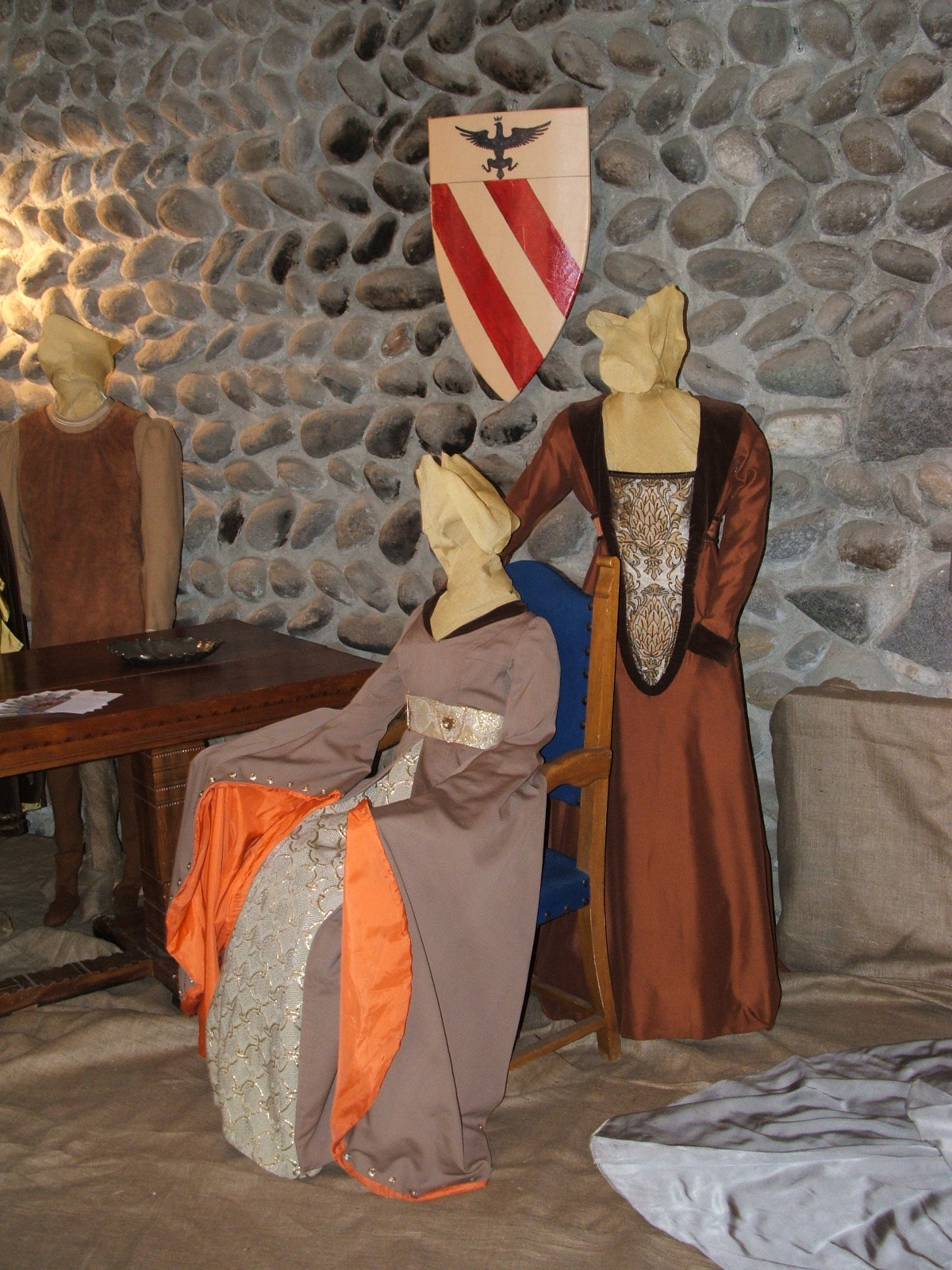
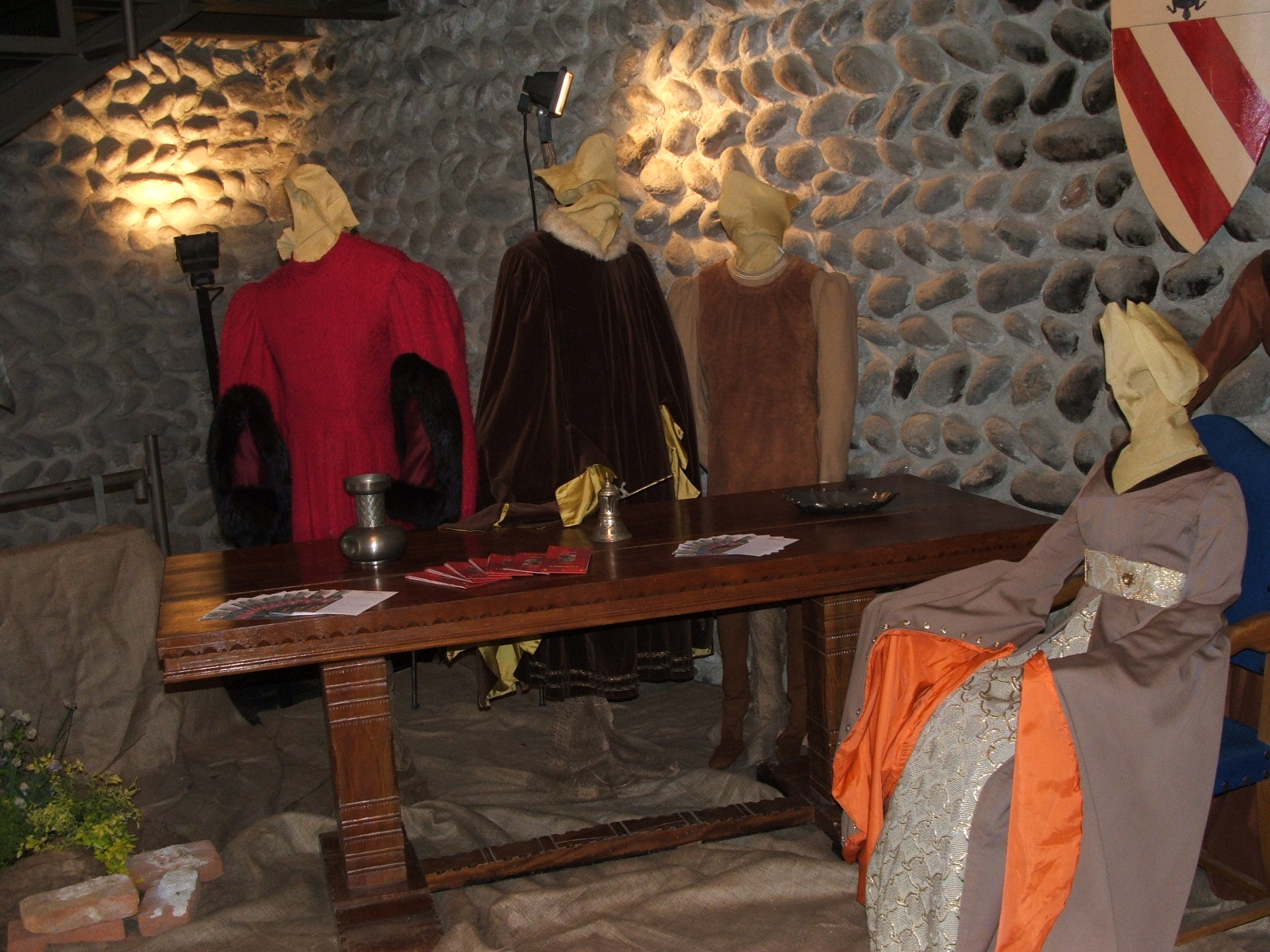